# Léo Cittadini
Leonardo Cittadini (Río Claro, São Paulo, 27 de febrero de 1994) es un jugador de fútbol profesional brasileño que juega como volante para el Shanghái Port.

## Clubes
| Club                       | País   | Año       | Partidos | Goles |
| -------------------------- | ------ | --------- | -------- | ----- |
| Guarani F. C.              | Brasil | 2011-2013 | 5        | 0     |
| Santos F. C.               | Brasil | 2013-2018 | 75       | 2     |
| A. A. Ponte Preta (cedido) | Brasil | 2014      | 13       | 0     |
| Athletico Paranaense       | Brasil | 2019-2023 | 175      | 16    |
| E. C. Bahia                | Brasil | 2023-     | 7        | 0     |
| Shanghái Port (cedido)     | China  | 2024-     | 35       | 7     |

## Palmarés

### Torneos regionales
| Título                | Club                 | Estado    | Año  |
| --------------------- | -------------------- | --------- | ---- |
| Campeonato Paulista   | Santos F. C.         | São Paulo | 2015 |
| Campeonato Paulista   | Santos F. C.         | São Paulo | 2016 |
| Taça Dirceu Krüger    | Athletico Paranaense | Paraná    | 2019 |
| Campeonato Paranaense | Athletico Paranaense | Paraná    | 2019 |
| Campeonato Paranaense | Athletico Paranaense | Paraná    | 2020 |
| Campeonato Paranaense | Athletico Paranaense | Paraná    | 2023 |

### Torneos nacionales
| Título             | Club                 | País   | Año  |
| ------------------ | -------------------- | ------ | ---- |
| Copa de Brasil     | Athletico Paranaense | Brasil | 2019 |
| Superliga de China | Shanghái Port        | China  | 2024 |
| Copa de China      | Shanghái Port        | China  | 2024 |

### Torneos internacionales
| Título                     | Club                 | Sede       | Año  |
| -------------------------- | -------------------- | ---------- | ---- |
| Copa J.League-Sudamericana | Athletico Paranaense | Hiratsuka  | 2019 |
| Copa Sudamericana          | Athletico Paranaense | Montevideo | 2021 |